# Stręgoborzyce
Stręgoborzyce – wieś w Polsce położona w województwie małopolskim, w powiecie krakowskim, w gminie Igołomia-Wawrzeńczyce.
| SIMC    | Nazwa    | Rodzaj     |
| ------- | -------- | ---------- |
| 0319954 | Korea    | część wsi  |
| 0319960 | Wygnanów | przysiółek |

W latach 1975–1998 miejscowość administracyjnie należała do województwa krakowskiego.